# باود، موربیان
باود (به فرانسوی: Baud) یک کمون (فرانسه) در فرانسه است که در canton of Baud واقع شده‌است. باود ۴۸٫۰۹ کیلومتر مربع مساحت دارد ۸۸ متر بالاتر از سطح دریا واقع شده‌است.